# Gurgenes
Gurgenes war im 6. Jahrhundert n. Chr. König des kaukasischen Iberien.
Die Überlieferung zu seiner Person ist fragmentarisch. Prokopios von Caesarea berichtet von dessen Hilfegesuch an den oströmischen Kaiser Justin I. gegen den Sasanidenkönig Kavadh I., der die christlichen Iberer zum Zoroastrismus bekehren wollte. Der genaue Zeitpunkt ist umstritten, vermutlich handelt es sich aber um das Jahr 526. Die Auseinandersetzung floss so in den langjährigen Konflikt zwischen Ostrom und Persien ein (siehe Römisch-Persische Kriege). Die Kampfhandlungen dauerten auch unter Justins Nachfolger Justinian I. noch an, bevor 532 der sogenannte ewige Frieden geschlossen wurde (der aber nur bis 540 hielt). Gurgenes hatte sich an den oströmischen Hof in Konstantinopel geflüchtet. Einige seiner Getreuen kehrten später nach Iberien zurück, Gurgenes blieb in Konstantinopel. Sein ältester Sohn Peranios wird bei Prokopios namentlich genannt.
Teile der Forschung identifizieren Gurgenes mit dem legendären Vaḫtang Gorgasal der georgischen und armenischen Überlieferung.